# Zopherus angulicollis
Zopherus angulicollis là một loài bọ cánh cứng trong họ Zopheridae. Loài này được Champion mô tả khoa học năm 1884.